# Магдалена Кожена
Магдалена Кожена (чеськ. Magdalena Kožená; нар.. 26 травня 1973, Брно) — чеська співачка (меццо-сопрано).

## Життєпис
Народилася 1973 року в родині вчених (батько — математик, мати — біологиня) родом з Богемії. Батько помер, коли їй було 11 років.
Спочатку Магдалена займалася на фортепіано, але після перелому руки в шестирічному віці почала вчитися співу, прийшовши до дитячого хору Філармонічного оркестру Брно. Надалі вчилася в Консерваторії Брно у Неви Мегової та Їржі Пеша, а також у Вищій школі музики в Братиславі у Єви Блахової (закінчила в 1995 році). Того ж року стала лавреаткою Зальцбурзького фестивалю. У 1996—1997 роках Магдалена Кожена солістка Віденської Фольксопер.

## Творчість
Першим записом Кожени стали арії Баха, записані у Чехії. Почувши запис, Deutsche Grammophon (DG) підписав її на контракт на звукозапис. Пізніші записи включають Роман Мотета та італійські кантати та Месію з Марком Міньковським для DG / Archiv, а також її перший сольний речитальний диск (Dvořák, Janáček та Martinů з Graham Johnson — Gramophone Solo Vocal Award, 2001) для Deutsche Grammophon. Подальші записи включають декламації з арій Моцарта, Глюка та Міслівечека (з Празькою філармонією та Мішелем Свірчевським), французьких арій з камерним оркестром Малера та Міньковського. Крім «звичайного» класико-романтичного репертуару, Кожена працює і в бароковій («автентичній») манері. Вона активно співпрацювала з Джоном Гардінером в його ювілейному циклі бахівських кантат (2000), з М. Мінковським записувала в 1996—2003 роках музику Генделя і Глюка, з бароковим оркестром «Musica antiqua» (Кельн) Ренгарда Гебеля — рідкісні кантати сім'ї Бахів (2000—2003).
У 2003 році Магдалена Кожена була удостоєна звання Кавалера французького Ордена літератури і мистецтва. Вона отримала премію «Грамофонна премія 2004 року» (англ. Gramophone Awards Artist of the Year). Для DG / Archiv вона записала платівку з оперними аріями Генделя та одну з оперними аріями Антоніо Вівальді, обидві з Венеційським оркестром бароко під керівництвом Андреа Маркон. Нещодавно вона також почала записувати на Pentatone, де в її першому альбомі був Саймон Раттл на фортепіано, в альбомі Дворжака, Яначека, Стросса і Чаусона.

## Особисте життя
Магдалена Кожена одружена вдруге. Її перший шлюб був з французьким баритоном Вінсентом ле Текс'є. Розлучилася після початку стосунків з сером Саймоном Реттлом, з яким одружилася в 2008 році в Брно. У шлюбі народила трьох дітей: сини Йонаш (нар.. у березні 2005 р.), Мілош (нар. 2008) та донька Анежка, нар. 21 червня 2014..

## Нагороди
- 2001 Gramophone Award — Сольний вокал
- 2001 — Czech Crystal Award, Golden Prague International Television Festival — Найкращий запис концерту-вистави (опера, оперета, балет, танець, музикальність), Магдалена Кожена і Тьєрі Грегуар, Чеське телебачення, Телевізійна студія Брно, Чехія[14]
- 2003 — титул Кавалер Ордена літератури і мистецтва, присвоєний французьким урядом.
- 2004 — Gramophone Award — Артист року

## Записи
- 2009 — Моріс Равель, «Дитя і чари», диригент — Саймон Реттл